# El último ritual
El último ritual (título original: Last Rites) es un telefilme estadounidense de drama, suspenso y crimen de 1998, dirigido por Kevin Dowling, escrito por Tim Frost y Richard Outten, musicalizado por Mark Mothersbaugh, en la fotografía estuvo Ralf D. Bode y los protagonistas son Randy Quaid, Embeth Davidtz y A Martinez, entre otros. Este largometraje fue producido por Sydell Albert Productions, Universal Television y Great Falls Productions; se estrenó el 4 de abril de 1998.

## Sinopsis
Un hombre es ajusticiado en la silla eléctrica por asesinar a varias mujeres, sin embargo, un rayo impacta en un transformador cuando transcurre la ejecución, entonces logra quedar con vida. Pero, ni bien se reponga, lo van a electrocutar otra vez, aunque ahora se ha transformado en un hombre distinto, y la psiquiatra criminal dice que la electrocución borró ciertas células del cerebro.